# Nectria rishbethii
Nectria rishbethii är en svampart som beskrevs av C. Booth 1959. Nectria rishbethii ingår i släktet Nectria och familjen Nectriaceae.   Inga underarter finns listade i Catalogue of Life.